# Museen in Deutschland
In Deutschland gibt es rund 7100 Museen und 530 Ausstellungshäuser, die jährlich über 117 Millionen Mal besucht werden.
Das Berliner Institut für Museumsforschung veröffentlicht jährlich statistische Auswertungen der an den Museen der Bundesrepublik Deutschland erhobenen Besuchszahlen. Diese Besuchszahlen werden unter anderem auch vom Wiesbadener Statistischen Bundesamt als offizielle Besuchsstatistik für Museen in Deutschland genutzt.
ICOM Deutschland ist mit über 5000 Mitgliedern die größte Museumsorganisation in Deutschland und zugleich das mitgliederstärkste Nationalkomitee innerhalb des Internationalen Museumsrats (ICOM). Daneben gibt es noch den Deutschen Museumsbund, welcher als bundesweiter Interessenverband aller Museen in Deutschland sowie dem dortigen Personal und Freiwilligen fungiert.

## Museen

### Museen nach Themenschwerpunkt
Die Zuordnung der Museen zu Museumsarten erfolgt nach ihren Hauptsammelgebieten und -schwerpunkten. Biographische Museen werden je nach Sammlungsschwerpunkt in die entsprechende Museumsart eingruppiert. Das Institut für Museumsforschung verwendet eine der UNESCO-Klassifikation angeglichene Einteilung. Hierdurch ist eine bessere internationale Vergleichbarkeit der Besuchszahlen von Museen gegeben.
| Klass. | Museumsart                                   | Baden-Württemberg | Bayern | Berlin | Brandenburg | Bremen | Hamburg | Hessen | Mecklenburg-Vorpommern | Niedersachsen | Nordrhein-Westfalen | Rheinland-Pfalz | Saarland | Sachsen | Sachsen-Anhalt | Schleswig-Holstein | Thüringen | Museumszahl (2010) |
| ------ | -------------------------------------------- | ----------------- | ------ | ------ | ----------- | ------ | ------- | ------ | ---------------------- | ------------- | ------------------- | --------------- | -------- | ------- | -------------- | ------------------ | --------- | ------------------ |
| 1      | Volkskunde- und Heimatkundemuseen            | 542               | 487    | 20     | 178         | 4      | 12      | 225    | 118                    | 310           | 247                 | 183             | 39       | 161     | 99             | 111                | 76        | 2.812              |
| 2      | Kunstmuseen                                  | 107               | 134    | 37     | 26          | 10     | 7       | 41     | 14                     | 37            | 109                 | 36              | 6        | 35      | 16             | 24                 | 21        | 660                |
| 3      | Schloss- und Burgmuseen                      | 39                | 61     | 12     | 24          | 0      | 1       | 20     | 6                      | 27            | 13                  | 16              | 1        | 16      | 14             | 5                  | 16        | 271                |
| 4      | Naturkundliche Museen                        | 35                | 59     | 5      | 9           | 2      | 3       | 11     | 17                     | 38            | 41                  | 21              | 2        | 16      | 9              | 25                 | 15        | 308                |
| 5      | Naturwissenschaftliche und technische Museen | 97                | 112    | 16     | 43          | 9      | 9       | 41     | 23                     | 86            | 108                 | 54              | 5        | 72      | 31             | 22                 | 29        | 757                |
| 6      | Historische und archäologische Museen        | 77                | 80     | 31     | 22          | 2      | 9       | 15     | 13                     | 34            | 41                  | 32              | 6        | 23      | 24             | 19                 | 15        | 443                |
| 7      | Sammelmuseen mit komplexen Beständen         | 3                 | 5      | 0      | 2           | 1      | 0       | 2      | 1                      | 3             | 5                   | 1               | 0        | 1       | 2              | 0                  | 1         | 27                 |
| 8      | Kulturgeschichtliche Spezialmuseen           | 154               | 192    | 34     | 31          | 6      | 14      | 51     | 22                     | 85            | 106                 | 62              | 7        | 61      | 31             | 28                 | 41        | 925                |
| 9      | Mehrere Museen in einem Museumskomplex       | 12                | 23     | 3      | 1           | 0      | 0       | 5      | 0                      | 7             | 9                   | 2               | 0        | 6       | 5              | 3                  | 2         | 78                 |
|        | Gesamt                                       | 1066              | 1153   | 158    | 336         | 34     | 55      | 411    | 214                    | 627           | 679                 | 407             | 66       | 391     | 231            | 237                | 216       | 6.281              |

1. Museen mit volkskundlichem, heimatkundlichem oder regionalgeschichtlichem Sammlungsschwerpunkt: Volkskunde, Heimatkunde, Bauernhäuser, Mühlen, Landwirtschaft, Orts- und Regionalgeschichte
2. Kunstmuseen: Kunst und Architektur, Kunsthandwerk, Keramik, Kirchenschätze und kirchliche Kunst, Film, Fotografie
3. Schloss- und Burgmuseen: Schlösser und Burgen mit Inventar, Klöster mit Inventar, historische Bibliotheken
4. Naturkundliche Museen: Zoologie, Botanik, Veterinärmedizin, Naturgeschichte, Geowissenschaften, Paläontologie, Naturkunde
5. Naturwissenschaftliche und technische Museen: Technik, Verkehr, Bergbau, Hüttenwesen, Chemie, Physik, Astronomie, Technikgeschichte, Humanmedizin, Pharmazie, Industriegeschichte, andere zugehörige Wissenschaften
6. Historische und archäologische Museen: Historie (nicht traditionelle Ortsgeschichte), Gedenkstätten (nur mit Ausstellungsgut), Personalia (Historie), Archäologie, Ur- und Frühgeschichte, Militaria
7. Sammelmuseen mit komplexen Beständen: Mehrere Sammlungsschwerpunkte aus den Bereichen 1–6 und 8
8. Kulturgeschichtliche Spezialmuseen: Kulturgeschichte, Religions- und Kirchengeschichte, Völkerkunde, Kindermuseen, Spielzeug, Musikgeschichte, Brauereiwesen und Weinbau, Literaturgeschichte, Feuerwehr, Musikinstrumente, weitere Spezialgebiete
9. Mehrere Museen im selben Gebäude (Museumskomplexe): Mehrere Museen mit unterschiedlichen Sammlungsschwerpunkten, die im selben Gebäude untergebracht sind. Für die Auswertung nach Museumsarten werden die Museen diesen Gruppen zugeordnet.

### Museen nach Besucherzahl
Zu den meistbesuchten Museen zählen vier mit einer Besucherzahl von über einer Million Besuchern, davon ein naturwissenschaftliches und technisches Museum sowie eine Modelleisenbahn-Museum und zwei historische Museen.
| Rang | Museum                      | Typ                    | Standort                                 | Besucherzahl | Bezugsjahr |
| ---- | --------------------------- | ---------------------- | ---------------------------------------- | ------------ | ---------- |
| 1    | Deutsches Museum            | Technikmuseum          | München, Nürnberg, Bonn, Oberschleißheim | 1.445.888    | 2018       |
| 2    | Miniatur Wunderland         | Modelleisenbahn-Museum | Hamburg                                  | 1.400.000    | 2018       |
| 3    | Topographie des Terrors     | Historisches Museum    | Berlin                                   | 1.380.000    | 2018       |
| 4    | Gedenkstätte Berliner Mauer | Historisches Museum    | Berlin                                   | 1.100.000    | 2018       |

Zu den 18 folgenden meistbesuchten Museen zählen zwei Naturkundemuseen, ein naturwissenschaftlich-technisches Museum, drei archäologisch-historische Museen sowie neun kulturgeschichtliche Spezialmuseen, ein Schlossmuseum und zwei Automobilmuseen.
| Rang | Museum                                   | Typ                    | Standort          | Besucherzahl | Bezugsjahr |
| ---- | ---------------------------------------- | ---------------------- | ----------------- | ------------ | ---------- |
| 5    | Deutsches Meeresmuseum                   | Naturkundemuseum       | Stralsund         | 858.498      | 2017       |
| 6    | Mauermuseum                              | Historisches Museum    | Berlin            | 850.000      | 2017       |
| 7    | Mercedes-Benz-Museum                     | Automobilmuseum        | Stuttgart         | 834.121      | 2018       |
| 8    | Pergamonmuseum                           | Archäologisches Museum | Berlin            | 780.000      | 2018       |
| 9    | Deutsches Historisches Museum            | Historisches Museum    | Berlin            | 775.000      | 2018       |
| 10   | Neues Museum                             | Archäologisches Museum | Berlin            | 770.000      | 2018       |
| 11   | Naturkundemuseum Berlin                  | Naturkundemuseum       | Berlin            | 734.000      | 2018       |
| 12   | Deutsches Apotheken-Museum               | Spezialmuseum          | Heidelberg        | 715.518      | 2019       |
| 13   | Schokoladenmuseum Köln                   | Spezialmuseum          | Köln              | 705.000      | 2024       |
| 14   | Haus der Geschichte                      | Historisches Museum    | Bonn              | 650.000      | 2018       |
| 15   | Jüdisches Museum Berlin                  | Historisches Museum    | Berlin            | 619.333      | 2018       |
| 15   | Deutsches Technikmuseum                  | Technikmuseum          | Berlin            | 593.000      | 2018       |
| 17   | LVR-Archäologischer Park Xanten          | Archäologisches Museum | Xanten            | 587.927      | 2018       |
| 18   | DDR-Museum                               | Historisches Museum    | Berlin            | 585.000      | 2018       |
| 19   | Schloss Charlottenburg                   | Schlossmuseum          | Berlin            | 548.000      | 2018       |
| 20   | Denkmal für die ermordeten Juden Europas | Historisches Museum    | Berlin            | 480.000      | 2017       |
| 21   | Porsche-Museum                           | Automobilmuseum        | Stuttgart         | 442.056      | 2017       |
| 22   | Gedenkstätte Berlin-Hohenschönhausen     | Historisches Museum    | Berlin            | 440.000      | 2017       |
| 23   | Germanisches Nationalmuseum              | Historisches Museum    | Nürnberg          | 435.581      | 2017       |
| 24   | Kunsthalle Schirn                        | Historisches Museum    | Frankfurt am Main | 401.514      | 2017       |

Über der Marke von 300.000 Besuchern pro Jahr lagen im Jahr 2017 u. a. das Städel Museum mit 390.532 Besuchern sowie das Senckenberg Naturmuseum mit 388.143 Besuchern in Frankfurt am Main, die Gemäldegalerie Alte Meister in Dresden mit 368.105 Besuchern, die Hamburger Kunsthalle mit 340.000 Besuchern, die Pinakothek der Moderne mit 328.311 Besuchern und das Residenzmuseum mit 314.026 Besuchern in München und die Alte Nationalgalerie in Berlin mit 316.000 Besuchern sowie 2019 das Dokumentationszentrum Reichsparteitagsgelände in Nürnberg mit 311.588 Besuchern. Des Weiteren sind im Jahr 2017 der Hamburger Bahnhof – Museum für Gegenwart in Berlin mit 306.000 Besuchern, das Museum Ludwig in Köln mit 304.942 Besuchern und die Gemäldegalerie in Berlin mit 301.000 Besuchern zu nennen.

### Museen nach Bundesland

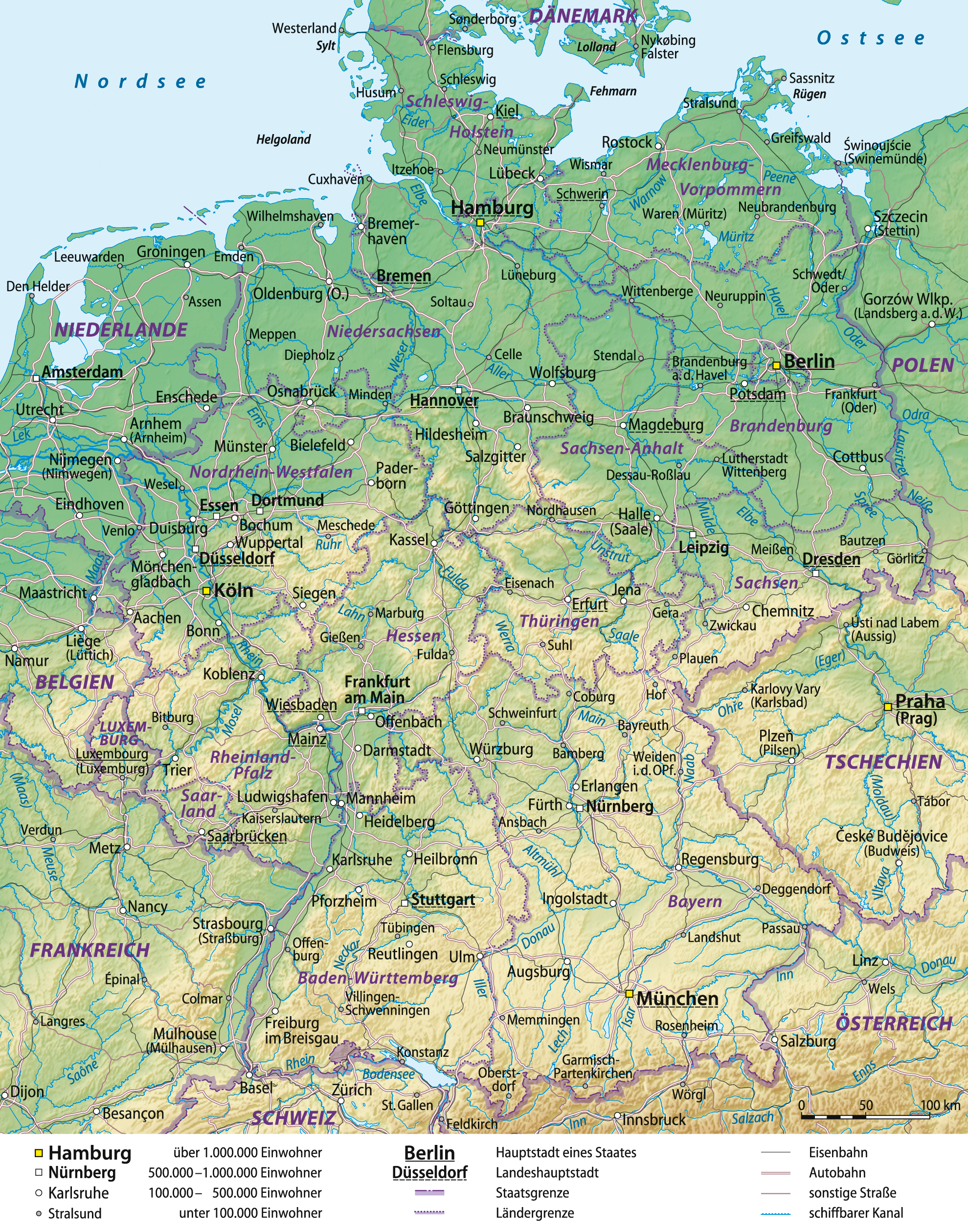
Deutschland Übersichtskarte

Museumslisten sortiert nach den sechzehn deutschen Ländern.
| Land                   | Museumsliste                                 | Museen (2016) | Besucher (2016) | Vorjahr (2015) | Ausstel- lungen | Vorjahr (2015) |
| ---------------------- | -------------------------------------------- | ------------- | --------------- | -------------- | --------------- | -------------- |
| Baden-Württemberg      | Liste der Museen in Baden-Württemberg        | 1.140         | 15.659.704      | 15.679.948     | 1.196           | 1.249          |
| Bayern                 | Liste der Museen in Bayern                   | 1.254         | 18.919.128      | 20.235.073     | 1.216           | 1.179          |
| Berlin                 | Liste der Museen in Berlin und Umgebung      | 170           | 16.456.447      | 16.320.622     | 368             | 379            |
| Brandenburg            | Liste der Museen in Brandenburg              | 331           | 3.667.155       | 3.813.723      | 411             | 478            |
| Bremen                 | Liste der Museen in Bremen (mit Bremerhaven) | 34            | 1.537.649       | 1.540.708      | 81              | 83             |
| Hamburg                | Liste der Museen in Hamburg                  | 62            | 2.431.422       | 2.407.726      | 76              | 110            |
| Hessen                 | Liste der Museen in Hessen                   | 419           | 5.130.134       | 5.277.038      | 593             | 638            |
| Mecklenburg-Vorpommern | Liste der Museen in Mecklenburg-Vorpommern   | 215           | 3.229.636       | 3.257.796      | 277             | 294            |
| Niedersachsen          | Liste der Museen in Niedersachsen            | 695           | 6.869.421       | 7.094.854      | 779             | 811            |
| Nordrhein-Westfalen    | Liste der Museen in Nordrhein-Westfalen      | 723           | 14.926.451      | 15.474.455     | 1.136           | 1.322          |
| Rheinland-Pfalz        | Liste der Museen in Rheinland-Pfalz          | 499           | 4.848.396       | 4.594.733      | 461             | 434            |
| Saarland               | Liste der Museen im Saarland                 | 73            | 600.156         | 608.986        | 100             | 93             |
| Sachsen                | Liste der Museen in Sachsen                  | 391           | 8.051.020       | 8.521.342      | 781             | 816            |
| Sachsen-Anhalt         | Liste der Museen in Sachsen-Anhalt           | 236           | 2.620.199       | 2.698.404      | 330             | 356            |
| Schleswig-Holstein     | Liste der Museen in Schleswig-Holstein       | 226           | 2.453.551       | 2.553.814      | 282             | 328            |
| Thüringen              | Liste der Museen in Thüringen                | 244           | 4.476.616       | 4.343.970      | 459             | 455            |
| Gesamt                 |                                              | 6.712         | 111.877.085     | 114.423.192    | 8.546           | 9.025          |

Von 6712 Museumseinrichtungen meldeten 70 Prozent (4699) Besucherzahlen, für das Jahr 2016 ergeben sich addiert 111.877.085 Museumsbesuche, was einen Rückgang von −2,2 Prozent gegenüber 2015 ausmacht.

### Museen nach Ort
Die bedeutendsten Museumstandorte in Deutschland gemessen an der Zahl der Museen (in Klammern), sowie ihrer Exponate und Besucherzahlen:
1. Museen in Berlin (175)
2. Museen in Hamburg (102)
3. Museen in München (76)
4. Museen in Frankfurt (71)
5. Museen in Nürnberg (61)
6. Museen in Köln (59)
7. Museen in Dresden (57)
8. Museen in Leipzig (50)
9. Museen in Stuttgart (50)
10. Museen in Heidelberg (46)
11. Museen in Bremen (44)
12. Museen in Augsburg (41)

## Kunst- und Ausstellungshallen

### Kunst- und Ausstellungshallen nach Besucherzahl
Unter Ausstellungshäusern bzw. Galerien versteht man Einrichtungen, die wechselnde Ausstellungen zeigen und keine eigenen Sammlungen besitzen. Hierbei handelt es sich auch häufig um Kunsthallen, wie z. B. die Kunsthalle der Hypo-Kulturstiftung in München, die Kunsthalle Tübingen oder die Cubus-Kunsthalle in Duisburg. Ausstellungshäuser sind häufig in Großstädten und Museumsmetropolen zu finden, in denen sich neben Museen eine lebendige Kulturszene mit vielfältigen Ausstellungsaktivitäten etabliert hat. So ist auch die Verteilung der Ausstellungshäuser nach Bundesländern grundsätzlich anders als bei den Museen.
Bei den Ausstellungshallen in Deutschland erreichten 2010 nur zwei Häuser über 500.000 Besucher:
| Rang | Ausstellungshalle                                           | Typ         | Stadt  | Besucherzahl (2011) |
| ---- | ----------------------------------------------------------- | ----------- | ------ | ------------------- |
| 1    | Martin-Gropius-Bau                                          | Kunstmuseum | Berlin | 640.000             |
| 2    | Kunst- und Ausstellungshalle der Bundesrepublik Deutschland | Kunstmuseum | Bonn   | 591.793             |

Unter der Marke von 500.000 Besuchern pro Jahr lagen im Jahr 2010 u. a. die Bonner Kunst- und Ausstellungshalle der Bundesrepublik Deutschland (kurz: Bundeskunsthalle) mit 451.000 Besuchern, wurde jedoch beispielsweise 2011 mit 700.000 Besuchern um mehr als 50 Prozent übertroffen.